# Oliepalme
Oliepalme (Elaeis guineensis) er en art i familien palmer som har stor økonomisk betydning. Træet kommer oprindeligt fra Afrika, men dyrkes nu også i tropiske dele af Amerika og frem for alt i Sydøstasien. Palmen bliver op til 30 meter høj og kan give flere tusinde frugter, som sammenlagt kan veje op til 50 kg. Fra frugten kan man udvinde palmeolie.
Frugterne bliver hurtigt dårlige og må derfor bearbejdes umiddelbart efter plukning. Behandlingen går ud på, at frugterne dampbehandles således, at et vist enzym bliver ødelagt. Efter dette presses frugterne, og kernerne tages bort.